# Lijst van rijksmonumenten in Uithuizen
De plaats Uithuizen telt 31 inschrijvingen in het rijksmonumentenregister. Hieronder een overzicht. 
Voor een overzicht van beschikbare afbeeldingen zie de categorie Rijksmonumenten in Eemsmond op Wikimedia Commons.
| Object                                                                           | Oorspronkelijke functie?  | Bouwjaar | Architect                                                                                    | Locatie                  | Coördinaten?                  | Nr.?   | Afbeelding                                                                 |
| -------------------------------------------------------------------------------- | ------------------------- | --- | -------------------------------------------------------------------------------------------- | ------------------------ | ----------------------------- | ------ | -------------------------------------------------------------------------- |
| Boerderij van het Oldambtster type                                               | Boerderij                 | |                                                                                              | Bovenhuizen 8-10         | 53° 24' 34" NB, 6° 39' 29" OL | 21300  | Meer afbeeldingen                                                          |
| Huize Tocama, duivenslag                                                         | Dierenverblijf            | |                                                                                              | bij Dingeweg 3           | 53° 24' 28" NB, 6° 40' 58" OL | 21301  | Upload foto                                                                |
| Westerstede                                                                      | Boerderij                 | |                                                                                              | Emmaweg 5                | 53° 26' 36" NB, 6° 40' 19" OL | 21302  | Meer afbeeldingen                                                          |
| Herv. kerk en toren (Jacobikerk)                                                 | Kerk en kerkonderdeel     | 12e eeuw (toren) ca. 1250 (schip) ca. 1450 (koor) 1679-'81 (verh. toren) 1793-'94 (uitbr.) 1972-'77 (rest.) | P.B. Offringa (1972-'77)                                                                     | Hoofdstraat Oost 2       | 53° 24' 27" NB, 6° 40' 25" OL | 21303  | Meer afbeeldingen                                                          |
| Jacobus de Meerderekerk                                                          | Kerk en kerkonderdeel     | 1858-'61 1957 (verb.)                                                                                       | J.F. Scheepers                                                                               | Hoofdstraat West 85      | 53° 24' 29" NB, 6° 40' 2" OL  | 21304  | Meer afbeeldingen                                                          |
| Kop-rompboerderij met dwarsgeplaats voorhuis                                     | Boerderij                 | 1841 |                                                                                              | Maarweg 2                | 53° 24' 31" NB, 6° 39' 55" OL | 21305  | Kop-rompboerderij met dwarsgeplaats voorhuis                               |
| Sarrieshut                                                                       | Woonhuis                  | 17e eeuw |                                                                                              | Mennonietenkerkstraat 13 | 53° 24' 31" NB, 6° 40' 12" OL | 21307  | Meer afbeeldingen                                                          |
| De Liefde (van 1963 tot 2002: De Jonge Jan)                                      | Industrie- en poldermolen | 1866 herst. in 1935, 1947-'48, 1950, 1961-'63, 1971 en 1973 1992-'94 (rest.)                                | Chr. Bremer (1950) Th. Bremer (1961'-63) Chr. Bremer (1971) Bremer (1973) Dunning (1992-'94) | Mennonietenkerkstraat 15 | 53° 24' 32" NB, 6° 40' 11" OL | 21308  | Meer afbeeldingen                                                          |
| Tettema                                                                          | Boerderij                 | |                                                                                              | Oude Dijk 1              | 53° 25' 9" NB, 6° 42' 6" OL   | 21309  | Meer afbeeldingen                                                          |
| Ottoma                                                                           | Boerderij                 | 1852 |                                                                                              | Oude Dijk 4              | 53° 25' 15" NB, 6° 41' 14" OL | 21310  | Meer afbeeldingen                                                          |
| Menkemaborg, hoofdgebouw                                                         | Kasteel, buitenplaats     | oorspr. 14e eeuw 1614 (uitbr./verb.) 1682 (verb.) 1700-'05 (verb.) 1922-'27 (rest.)                         | A. Meijer (1700-'05) A.R. Wittop Koning (1922-'27)                                           | Menkemaweg 2-4           | 53° 24' 19" NB, 6° 41' 1" OL  | 512292 | Meer afbeeldingen                                                          |
| Menkemaborg, tuinaanleg                                                          | Tuin, park en plantsoen   | ca. 1700 1921 (rest.)                                                                                       | A. Meijer H. Copijn (1921)                                                                   | bij Menkemaweg 2-4       | 53° 24' 17" NB, 6° 41' 4" OL  | 512294 | Meer afbeeldingen                                                          |
| Menkemaborg, toegangshek                                                         | Erfscheiding              | 18e eeuw 1981 (plaatsing op huidige locatie)                                                                |                                                                                              | bij Menkemaweg 2-4       | 53° 24' 19" NB, 6° 41' 1" OL  | 512295 | Meer afbeeldingen                                                          |
| Menkemaborg, brug voorplein                                                      | Tuin, park en plantsoen   | 18e eeuw |                                                                                              | bij Menkemaweg 2-4       | 53° 24' 19" NB, 6° 41' 1" OL  | 512296 | Meer afbeeldingen                                                          |
| Menkemaborg, toegangsbrug                                                        | Tuin, park en plantsoen   | 19e eeuw |                                                                                              | bij Menkemaweg 2-4       | 53° 24' 19" NB, 6° 41' 1" OL  | 512297 | Meer afbeeldingen                                                          |
| Menkemaborg, keermuur                                                            | Tuin, park en plantsoen   | verm. 18e eeuw 1922-'23 (rest.)                                                                             |                                                                                              | bij Menkemaweg 2-4       | 53° 24' 19" NB, 6° 41' 1" OL  | 512298 | Meer afbeeldingen                                                          |
| Menkemaborg, schathuis                                                           | Bijgebouwen kastelen enz. | 1686 ca. 1925 (verb.)                                                                                       | A.R. Wittop Koning (1925)                                                                    | bij Menkemaweg 2-4       | 53° 24' 19" NB, 6° 41' 1" OL  | 512299 | Meer afbeeldingen                                                          |
| Menkemaborg, tuinmuur met twee kassen                                            | Tuin, park en plantsoen   | 18e eeuw (muur) 19e eeuw (kassen)                                                                           |                                                                                              | bij Menkemaweg 2-4       | 53° 24' 19" NB, 6° 41' 1" OL  | 512300 | Meer afbeeldingen                                                          |
| Menkemaborg, zomerhuis                                                           | Bijgebouwen kastelen enz. | vroege 18e eeuw                                                                                             |                                                                                              | bij Menkemaweg 2-4       | 53° 24' 19" NB, 6° 41' 1" OL  | 512301 | Meer afbeeldingen                                                          |
| Menkemaborg, twee tuinvazen                                                      | Tuin, park en plantsoen   | 18e eeuw |                                                                                              | bij Menkemaweg 2-4       | 53° 24' 19" NB, 6° 41' 1" OL  | 512302 | Meer afbeeldingen                                                          |
| Menkemaborg, tuinsieraden                                                        | Tuin, park en plantsoen   | 18e eeuw |                                                                                              | bij Menkemaweg 2-4       | 53° 24' 19" NB, 6° 41' 1" OL  | 512303 | Meer afbeeldingen                                                          |
| Menkemaborg, duiventil                                                           | Tuin, park en plantsoen   | 19e eeuw 1980 (plaatsing op huidige locatie)                                                                |                                                                                              | bij Menkemaweg 2-4       | 53° 24' 20" NB, 6° 40' 51" OL | 512304 | Meer afbeeldingen                                                          |
| Rooms-katholieke pastorie met aangebouwde stookhut                               | Dienstwoning              | 1864 | J.F. Scheepers                                                                               | Hoofdstraat West 83      | 53° 24' 28" NB, 6° 40' 2" OL  | 515278 | Rooms-katholieke pastorie met aangebouwde stookhut                         |
| Rouwkapel                                                                        | Begraafplaats en -onderdl | 1890 | Alfred Tepe                                                                                  | bij Hoofdstraat West 87  | 53° 24' 28" NB, 6° 40' 2" OL  | 515279 | Rouwkapel                                                                  |
| Rooms-katholieke pastorie, tuin                                                  | Tuin, park en plantsoen   | 1864 |                                                                                              | bij Hoofdstraat West 83  | 53° 24' 26" NB, 6° 40' 0" OL  | 515280 | Meer afbeeldingen                                                          |
| Huize Tocama                                                                     | Boerderij                 | mog. 18e eeuw (schuur) ca. 1870 (boerderij) 1913 (verb. voorhuis) 1947 (tuinhuis)                           |                                                                                              | Dingeweg 3               | 53° 24' 29" NB, 6° 40' 59" OL | 515282 | Huize Tocama                                                               |
| Huize Tocama, hekpijlers Dingeweg                                                | Erfscheiding              | ca. 1900 |                                                                                              | bij Dingeweg 3           | 53° 24' 29" NB, 6° 40' 59" OL | 515283 | Upload foto                                                                |
| Doopsgezinde kerk met aangebouwde kosterswoning en consistorie                   | Kerk en kerkonderdeel     | 1868 1950 (verb.) 1986 (verb.)                                                                              |                                                                                              | Mennonietenkerkstraat 12 | 53° 24' 32" NB, 6° 40' 13" OL | 515328 | Meer afbeeldingen                                                          |
| Voorm. winkelwoning in ambachtelijk-traditionele stijl met eclectische elementen | Werk-woonhuis             | 1893 |                                                                                              | Hoofdstraat West 69      | 53° 24' 29" NB, 6° 40' 8" OL  | 515332 | Upload foto                                                                |
| Middenstandswoning met Amsterdamse School-kenmerken met aangebouwde schuur       | Woonhuis                  | 1929 | B. Jager                                                                                     | Mennonietenkerkstraat 8  | 53° 24' 31" NB, 6° 40' 13" OL | 515333 | Middenstandswoning met Amsterdamse School-kenmerken met aangebouwde schuur |
| Maarlandhoeve                                                                    | Boerderij                 | waarsch. 1800-1850 1854 (schuur) ca. 1925-1926 (verb. schuur)                                               |                                                                                              | Havenweg 54              | 53° 23' 55" NB, 6° 40' 30" OL | 515354 | Meer afbeeldingen                                                          |